# Salvatore Albano
Salvatore Albano (* 29. Mai 1841 in Oppido Mamertina; † 13. Oktober 1893 in Florenz) war ein italienischer Bildhauer.

## Leben
Salvatore Albano fertigte schon in seiner Jugend Holzschnitzereien an. Im Jahr 1860 zog er nach Neapel und lernte dort zunächst in der Werkstatt seines Landsmanns Sorbille und später an der neapolitanischen Kunstakademie die Bildhauerkunst bei Tito Angelini. Bereits 1864, noch als Akademiestudent, erzielte er mit der Marmorgruppe Conte Ugolino, der Grabstatue Lagrime e Fióri und seinem marmornen Moses, die Gesetzestafeln zerschmetternd, seine ersten Erfolge als Bildhauer. 1865 erhielt er für seinen Christus am Ölberg den ersten Preis der Akademie. Für seine Calipso abbandonata da Ulisse wurde ihm ein dreijähriges Stipendium von der Provinz Reggio di Calabria gewährt. Die Statue steht heute im Präfekturpalast (Palazzo della Prefettura) von Neapel. 1867 gewann er mit seiner Statue des Kain den Rompreis.
Im Jahre 1869 zog Albano nach Florenz. Das Jahr 1878 gewann er mit seiner Skulptur des Vanni Fucci, nach Dantes Inferno die Goldmedaille im Pariser Salon. Diese Skulptur ist heute im New Yorker Metropolitan Museum of Art ausgestellt. 
Gegen Ende seines Lebens entwarf er Arbeiten wie die Rebecca-Statue für Philadelphia und das Bigatto-Monument auf dem Mailänder Cimitero Monumentale, sowie das Grabmonument für den General Mac Gregor in der St. Pauls-Kathedrale in London.

## Werke (Auswahl)
- Marmorgruppe Conte Ugolino, 1864
- Grabstatue Lagrime e Fióri, 1864

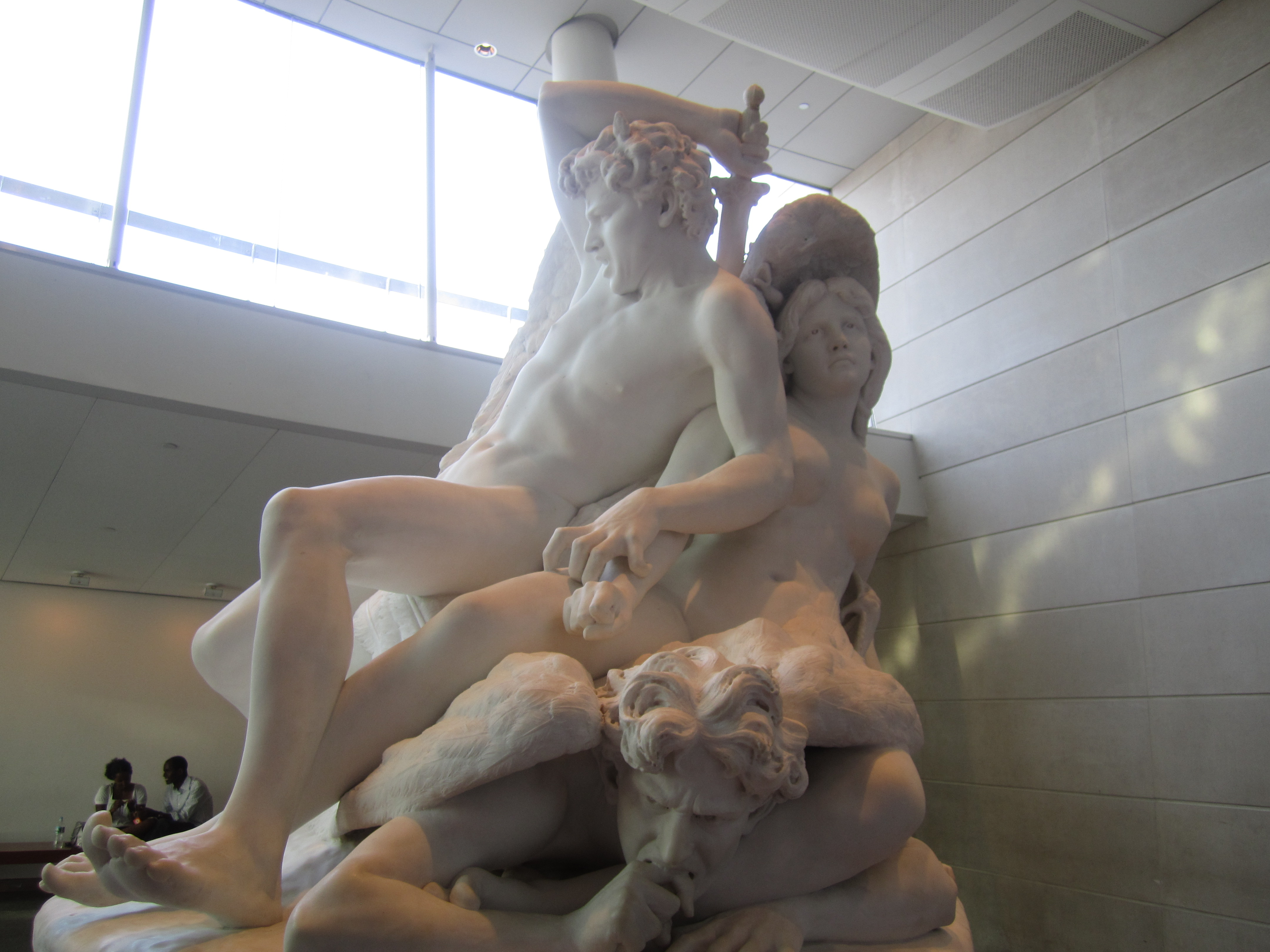
Skulptur „The Fallen Angels “ (ca. 1893)

- Moses, die Gesetzestafeln zerschmetternd, 1864
- Christus am Ölberg, 1865
- Calipso abbandonata da Ulisse,
- Kain Statue, 1869
- Ariana abbandonata, 1870
- II Genio di Michelangelo
- Venus als Bettlerin, 1872
- Grabmal für Frascara in Sezzè bei Alessandria, 1873
- Genius der Erinnerung, 1873, in mehrfacher Ausführung gefertigt,
- Il Sonno e l‘Amore, nach Orientales von Victor Hugo
- Vanni Fucci, nach Dantes Inferno, bekanntestes Werk des Künstlers, ausgezeichnet mit einer Goldmedaille auf dem Pariser Salon 1878
- Rebecca-Statue für Philadelphia
- Bigatto-Monument auf dem Mailänder Cimitero Monumentale
- Grabmonument für General Mac Gregor in der St. Pauls-Kathedrale in London